# Krematorium Strašnice
Krematorium Strašnice je jedním ze dvou krematorií v Praze. Nachází se v sousedství areálu Vinohradského hřbitova na Vinohradské ulici v Praze 10-Vinohradech. Vlastní budova krematoria je vystavěna v konstruktivistickém slohu s čistými liniemi a nese orientační číslo 218. Další budovy v areálu mají čísla 214, 214a, 214b, 216 a 216a. Krematorium je obklopeno vlastním urnovým pohřebištěm. Od roku 1964 je zapsáno jako kulturní památka.

## Historie

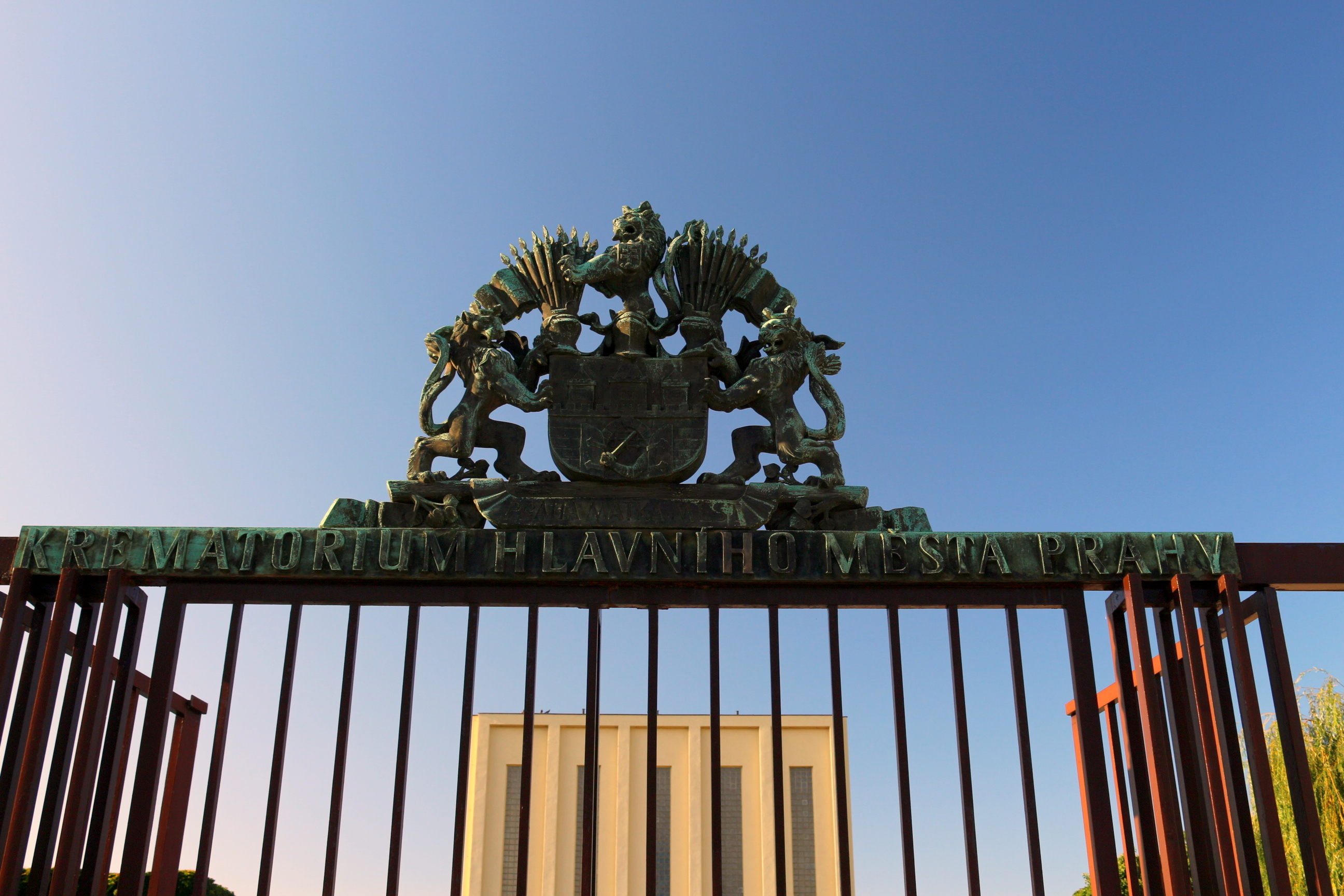
Vstupní brána do areálu krematoria, pohled od východu

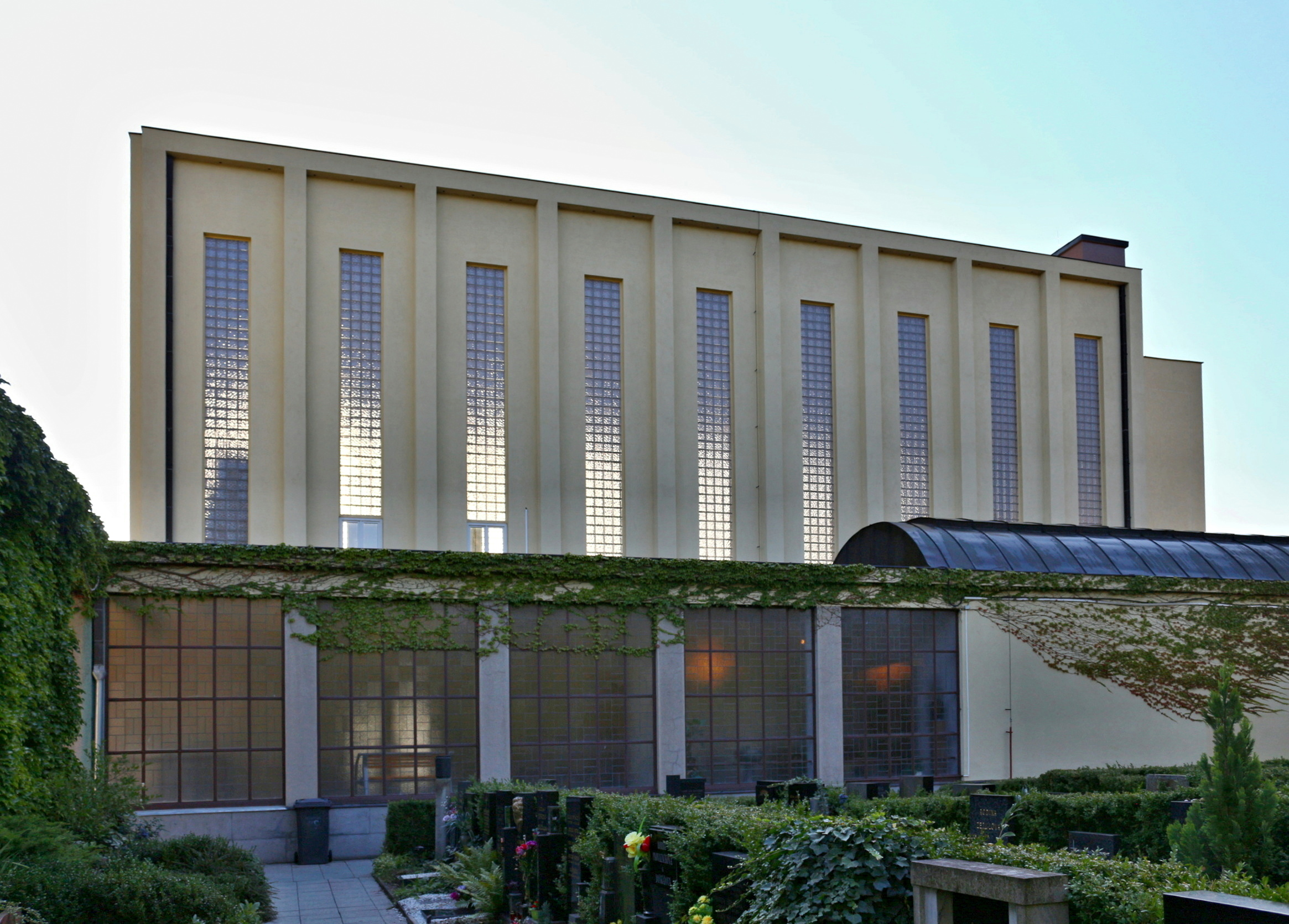
Čisté linie krematoria

První provizorní krematorium v Praze vzniklo úpravou obecní kaple na nedalekých Olšanských hřbitovech (dnešní Nová obřadní síň). Tam se 23. listopadu 1921 odehrála první kremace na území města Prahy, když byly spáleny ostatky zesnulého MUDr. Františka Adamce. V roce 1926 byla vypsána veřejná architektonická soutěž na nové kremační zařízení na pražských Vinohradech. Ze 40 návrhů zvítězil konstruktivistický návrh architekta Aloise Mezery a výstavba dle tohoto projektu, včetně řešení přilehlého urnového háje, byla zahájena v létě roku 1929. V lednu 1932 byla dokončená stavba slavnostně otevřena za přítomnosti primátora JUDr. Karla Baxy, přičemž vlastní provoz byl zahájen 4. dubna téhož roku. Téhož dne byl také ukončen provoz provizorního krematoria na Olšanech.

### Krematorium vobdobích nesvobody
V období nacistické i komunistické totality byly v krematoriu spalovány tisíce obětí vykonstruovaných procesů, tajných poprav a policejních mučení. Tehdejší ředitel krematoria František Suchý společně se svým synem vedli tajný seznam spálených těl, informovali také o úmrtí osob příbuzné. Popel obětí měli za úkol sypat do kompostu, ale ve skutečnosti ostatky schovával a pečlivě evidoval jména všech zpopelněných osob, za což mu hrozil trest. V době protektorátu Čechy a Morava během druhé světové války bylo v tzv. třetí noční směně zpopelněno kolem 2200 osob.
Po komunistickém puči v únoru 1948 se do krematoria začala opět přivážet těla popravených v politických procesech. Urny se ukládaly anonymně do společného pohřebiště, příbuzní nesměli být přítomni obřadu ani převzít urnu a často byli o zpopelnění informováni ex post. František Suchý pokračoval v evidenci zpopelňovaných osob, osobně měl v ruce urnu např. popravené Milady Horákové. Za špionáž a velezradu byl komunistickým režimem odsouzen na 25 let odnětí svobody.

## Popis

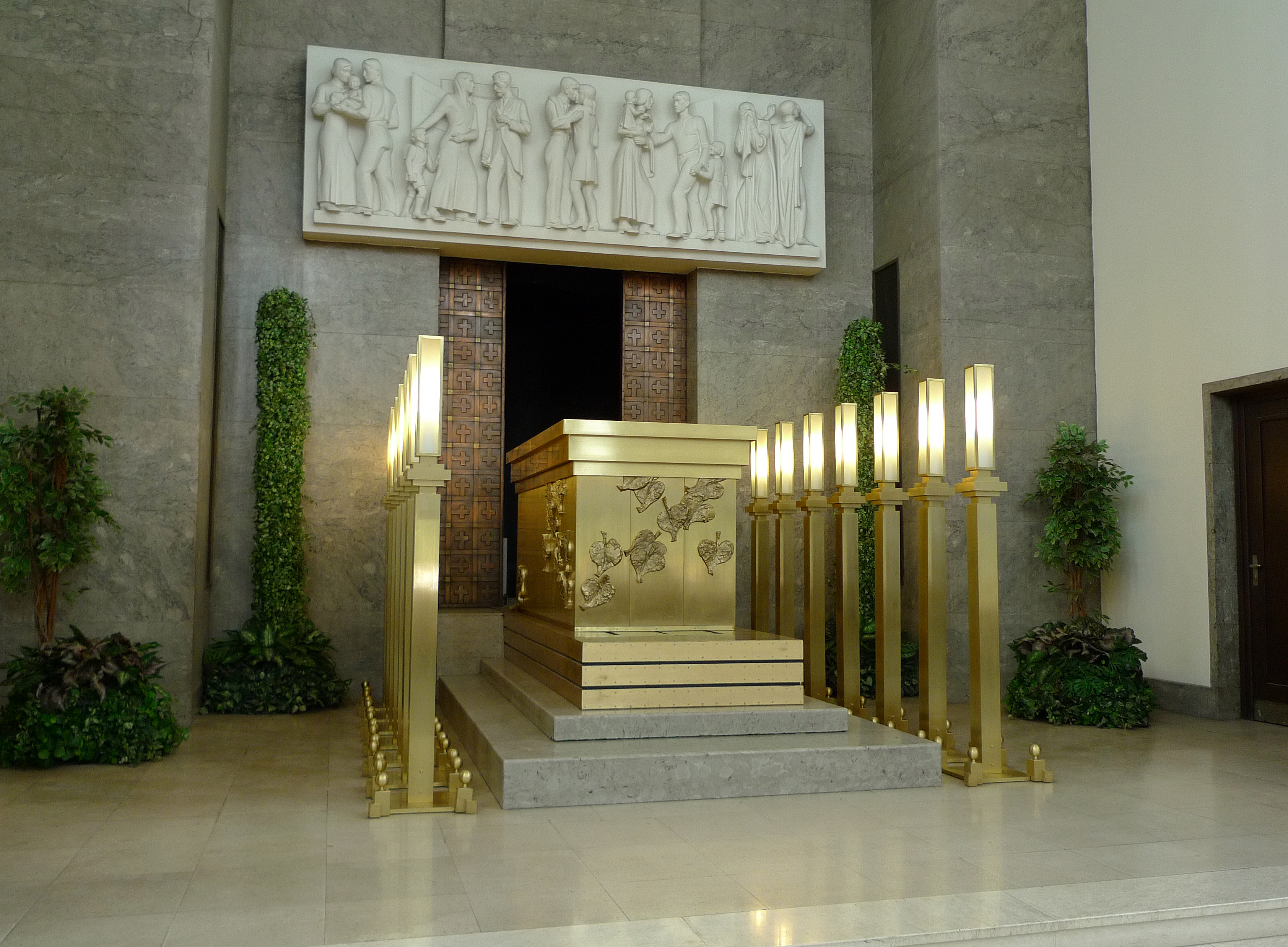
Krematorium Strašnice, katafalk v hlavní síni

Strašnické krematorium je svou rozlohou největším  krematoriem v Evropě.
V budově se nachází velká obřadní síň a dodatečně přistavěná malá obřadní síň (zv. Baxova síň, vpravo od velké obřadní síně). Kapacita je 80 sedících osob a 500 stojících hostů. Obřadní síň je vytápěna.
Samotná hlavní budova je obklopena pohřebištěm s urnovými hroby a urnovým hájem, navazujícím na Vinohradský hřbitov, areál je ale od něj oddělen zdí (průchod je možný brankou u budovy krematoria) a oba celky mají různé správce.
Dne 11. listopadu 2017 bylo v areálu Strašnického krematoria odhaleno pietně upravené Čestné pohřebiště hrdinů II. odboje. Nachází se v přední části hřbitova, vpravo před budovou krematoria.

## Provozovatel
Krematorium je ve vlastnictví hlavního města Prahy a provozováno Pohřebním ústavem hl. m. Prahy.

## Pamětní deska
V předsálí hlavní obřadní síně je pamětní deska s tímto textem: Postaveno v letech 1929–1931 nákladem Pohřebního ústavu hlavního města Prahy, když byl prvním presidentem Československé republiky T. G. Masaryk a prvním primátorem hlav. města Prahy JUDr. Karel Baxa. V dozorčí radě Pohřebního ústavu hlav. města Prahy v čas ukončení stavby byli předseda Jan Černý, členové Karel Gabriel, Vladimír Káš, Václav Pašek, Kazimír Sierkies a ředitel Karel Hoffmann. Projekt vypracoval architekt Alois Mezera, stavbu vedl stavitel Tomáš Amena.

## Pohřbení uKrematoria
- Lída Baarová (1914–2000), filmová herečka
- Zuzana Burianová (1947–2022), herečka a zpěvačka, členka divadla Semafor
- Milada Čadikovičová[nedostupný zdroj] (1920–1976), operní pěvkyně, sólistka opery Národního divadla v Praze
- Jiří Dohnal (1905–1984), herec, člen činohry Národního divadla v Praze
- Eduard Dubský (1911–1989), herec, člen Městských divadel pražských
- Luboš Fišer (1935–1999), hudební skladatel (kolumbárium)
- Jiří Frejka (1904–1952), divadelní režisér, představitel české meziválečné divadelní avantgardy
- Libuše Geprtová (1941–2005), herečka
- Vlastislav Hofman (1884–1964), architekt, urbanista, scénograf a teoretik architektury
- Zorka Janů (1921–1946), herečka, sestra Lídy Baarové
- Jiří Joran Archivováno 16. 3. 2024 na Wayback Machine. (1920–2011), operní pěvec, sólista opery Národního divadla v Praze
- Miloslav Kabeláč (1908–1979), hudební skladatel a pedagog
- Karel Kouba (1929–1996), architekt
- Ferry Kovářík (1899–1948), hudební skladatel a nakladatel
- Petr Král (1941–2020), básník, esejista a překladatel
- Karel Kyncl (1927–1997), publicista, reportér, novinář a rozhlasový komentátor
- Karel Langer (1878–1947), akademický malíř
- Jan Libíček (1931–1974), herec (kolumbárium)
- Helena Malířová (1877–1940), novinářka, spisovatelka, překladatelka, sestra herečky Růženy Naskové
- Vladimír Merhaut Archivováno 16. 3. 2024 na Wayback Machine. (1868–1936), herec, člen činohry Národního divadla v Praze
- Angelo Michajlov (1939–1998), hudební skladatel
- Miroslav Moravec (1939–2009), herec a dabér
- František Xaver Naske (1884–1959), malíř, dekoratér a ilustrátor, manžel herečky Růženy Naskové
- Růžena Nasková (1884–1960), herečka, členka činohry Národního divadla v Praze
- Ivan Olbracht (1882–1952), spisovatel
- Jan Pilař (1917–1996), spisovatel, básník a literární kritik
- Václav Postránecký (1943–2019), herec
- Josef Rektor (1877–1953), akademický malíř a sochař
- Ján Roháč (1932–1980), režisér
- Radan Rusev (1947–1999), herec
- Jan Rychlík (1916–1964), hudební skladatel
- Zdeněk Seydl (1916–1978), malíř, grafik a scénograf
- Emil Sirotek mladší (1937–1999), filmový kameraman
- Ivan Skála (1922–1997), básník, překladatel, komunistický funkcionář
- Jiří Skobla (1930–1978), atlet-koulař (kolumbárium)
- Jarmila Svatá (1903–1964), herečka a spisovatelka
- Jaroslav Šetelík (1881–1955), akademický malíř-krajinář
- Lev Šimák (1896–1989), malíř a grafik
- Teodor Šrubař Archivováno 16. 3. 2024 na Wayback Machine. (1917–1979), operní pěvec, sólista opery Národního divadla v Praze
- Jindřich Štyrský (1899–1942), teoretik, malíř, grafik, fotograf, představitel surrealismu
- prof. Václav Tille (1867–1937), divadelní a literární kritik, spoluzakladatel PEN klubu
- Vojtěch Trapl (1917–1998), filmový režisér a scenárista
- Otakar Vávra (1911–2011), filmový režisér
- Božena Viková-Kunětická (1862–1934), politička a spisovatelka
- Jiří Voldán (1901–1985), hudební skladatel, textař a kabaretiér
- JUDr. Josef Vondráček (1934–2015), televizní režisér
- Oldřich Vyhlídal (1921–1989), básník a překladatel
- prof. Bedřich Wachsman (1871–1944), malíř, grafik a pedagog
- Josef Wenig (1885–1939), malíř, ilustrátor, jevištní a kostýmní výtvarník
- Zdeněk Wirth (1878–1961), akademik, historik umění, jeden ze zakladatelů památkové péče
- Eva Zaoralová (1932–2022), překladatelka a filmová kritička a publicistka
- Antonín Zápotocký (1884–1957), komunistický politik, pátý československý prezident
- Otakar Zejbrlík (1890–1968), malíř, výtvarník a ilustrátor
- Richard Zika (1897–1947), houslista, primarius Ondříčkova kvarteta, profesor AMU